# Wolfgang Kohlhaase
Wolfgang Kohlhaase, född 13 mars 1931 i Berlin, död 5 oktober 2022 i Berlin, var en tysk manusförfattare och filmregissör. 
Kohlhaase gick i skolan i stadsdelen Adlershof och efter kriget blev han först medarbetare vid ungdomstidskriften Start och sedan för Junge Welt (tidskriften för den i Östtyskland statligt erkända ungdomsorganisationen FDJ). År 1950 blev han anställd vid Deutsche Film AG och var sedan 1952 självständig manusförfattare.
Han skrev för flera olika regissörer som Gerhard Klein, Konrad Wolf och Frank Beyer. Flera av Kohlhaases verk står den italienska neorealismen nära. Han skrev även olika antifascistiska manus.

## Filmer i urval
- 1957 Berlin – Ecke Schönhauser… (regi: Gerhard Klein)
- 1961 Der Fall Gleiwitz (regi: Gerhard Klein)
- 1968 Jag var 19 år (regi: Konrad Wolf)
- 1980 Solo Sunny (regi: Konrad Wolf, Wolfgang Kohlhaase)
- 1982 Der Aufenthalt (regi: Frank Beyer)
- 2000 Tystnaden efteråt (regi: Volker Schlöndorff)
- 2005 Sommer vorm Balkon (regi: Andreas Dresen)
- 2015 Medan vi drömde (regi: Andreas Dresen)